# Jules Péan
Jules Émile Péan alias „The Pean“ (29. listopadu 1830, Châteaudun, Francie – 30. ledna 1898, Paříž) byl francouzský chirurg.
V roce 1879 vedl první resekci pyloru u pacienta se žaludeční stenózou. Pacient přežil operaci o čtyři dny. Je po něm pojmenována peánova svorka, chirurgický nástroj.